# Barzakh (альбом)
Barzakh (укр. Перепона) — дебютний студійний альбом Ануара Брагема, випущений на лейблі ECM.

## Список пісень
1. Raf Raf (03:35)
2. Barzakh (11:06)
3. Sadir (06:35)
4. Ronda (03:11)
5. Hou (1:37)
6. Sarandib (02:52)
7. Souga (02:09)
8. Parfum De Gitane (04:19)
9. Bou Naouara (02:23)
10. Kerkenah (07:33)
11. La Nuit Des Yeux (05:32)
12. Le Belvédère Assiége (04:16)
13. Qaf (01:46)

## Учасники запису
- Ануар Брагем — уд
- Бешир Селмі — скрипка
- Ласад Госні — ударні музичні інструменти